# Robert Wise
Robert Earl Wise (Winchester, 10 september 1914 – Los Angeles, 14 september 2005) was een Amerikaans filmregisseur en -producent. Hij is vooral bekend geworden met de regie van de films The Sound of Music en West Side Story.

## Biografie
Robert Wise studeerde aan het Franklin College, maar zag zich genoodzaakt zijn school te verlaten en een baan te zoeken tijdens de Grote Depressie. Hij kwam in de jaren dertig in de filmwereld terecht dankzij zijn broer David, die werkte bij de afdeling boekhouding van de filmstudio RKO. Hier ging hij aan de slag als assistent-snijder. Hij ontwikkelde zich tot een van de belangrijkste geluidseditors van de studio. In 1939 begon hij aan de montage van films, eerst als assistent bij William Hamilton in de film The Story of Vernon and Irene Castle, later dat jaar in samenwerking met Hamilton aan films als The Hunchback of Notre Dame. In de jaren veertig werkte hij solo aan films als Citizen Kane (1941) en The Magnificent Ambersons (1942) van Orson Welles en verscheidene andere films, waaronder The Devil and Daniel Webster (1941) en The Fallen Sparrow (1943). Voor de montage van Citizen Kane kreeg hij zijn eerste Oscarnominatie.
Vanaf 1944 was hij tevens actief als regisseur. Met behulp van horrorregisseur en -producent Val Lewton maakte hij zijn regiedebuut met de film The Curse of the Cat People. Deze film kreeg hij toegewezen nadat de oorspronkelijke regisseur, Gunther von Fritsch, zich niet aan het rooster kon houden. Wise wist de film in tien dagen te voltooien en er een psychologische thriller van hoge kwaliteit van te maken. Met Lewton zou hij vaker samenwerken aan verscheidene horrorfilms, waaronder The Body Snatcher uit 1945. Wise kreeg in de loop van de jaren bij RKO steeds meer B-films toegewezen. Een uitzondering daarop was het boksdrama The Set-Up uit 1949, een van de laatste films die hij voor hen zou maken. Op het Filmfestival van Cannes won deze de FIPRESCI Prijs, een prijs die wordt toegekend door critici aan de beste film van het festival.
In de jaren vijftig tekende hij een contract bij 20th Century Fox. Voor deze studio regisseerde hij films in diverse genres. Een van zijn populairste films uit die tijd is de sciencefictionfilm The Day the Earth Stood Still (1951), maar hij regisseerde ook films noirs als Odds Against Tomorrow (1959) en op ware gebeurtenissen gebaseerde drama's als het boksdrama Somebody Up There Likes Me (1956) en I Want to Live! (1959), waarvoor Wise zijn tweede Oscarnominatie kreeg; ditmaal voor beste regisseur.
In 1961 beleefde Wise zijn commerciële doorbraak met het samen met Jerome Robbins geregisseerde West Side Story. Wise produceerde de film eveneens. Deze werd een groot succes en genomineerd voor verscheidene Oscars. Wise won uiteindelijk twee Oscars: voor beste regisseur en beste film. In 1965 had hij nog meer succes met de filmversie van Rodgers & Hammersteins The Sound of Music, die zou uitgroeien tot een van de bestbezochte films van de jaren zestig. Ook voor deze film kreeg Wise de Oscars voor beste film en beste regisseur. Oorspronkelijk gaf 20th Century Fox de voorkeur aan William Wyler om de film te regisseren, maar deze verliet het project op het laatste moment. Wise nam de film enkel aan als 20th Century Fox zijn volgende film, The Sand Pebbles, zou financieren, wat ze dan ook toezegden. Voor laatstgenoemde film zou Wise in 1967 eveneens een Oscarnominatie krijgen voor Beste Film.
In de jaren zeventig regisseerde hij films als The Andromeda Strain (1971), The Hindenburg (1975), de occulte horrorfilm Audrey Rose (1977) en de eerste Star Trekfilm, Star Trek: The Motion Picture (1979). Zijn laatste film was Rooftops uit 1989.
Robert Wise was van 1942 tot haar dood in 1975 getrouwd met Patricia Doyle, en van 1977 tot zijn dood in 2005 met Millicent Franklin. Van 1985 tot 1988 was hij voorzitter van de AMPAS.
Wise stierf vier dagen na zijn 91e verjaardag aan een hartstilstand.

## Prijzen en nominaties

### Oscars
- 1942 - Oscar voor Beste Montage - Citizen Kane (genomineerd)
- 1959 - Oscar voor Beste Regie - I Want to Live! (genomineerd)
- 1962 - Oscar voor Beste Regie - West Side Story (gewonnen, gedeeld met Jerome Robbins)
- 1962 - Oscar voor Beste Film - West Side Story (gewonnen)
- 1966 - Oscar voor Beste Regie - The Sound of Music (gewonnen)
- 1966 - Oscar voor Beste Film - The Sound of Music (gewonnen)
- 1967 - Oscar voor Beste Regie - The Sand Pebbles (genomineerd)
- 1967 - Irving G. Thalberg Memorial Award

### Golden Globes
- 1959 - Golden Globe voor Beste Filmregisseur - I Want to Live! (genomineerd)
- 1964 - Golden Globe voor Beste Filmregisseur - The Haunting (genomineerd)
- 1966 - Golden Globe voor Beste Filmregisseur - The Sound of Music (genomineerd)
- 1967 - Golden Globe voor Beste Filmregisseur - The Sand Pebbles (genomineerd)

## Filmografie
- 1944: The Curse of the Cat People
- 1944: Mademoiselle Fifi
- 1945: The Body Snatcher
- 1945: A Game of Death
- 1946: Criminal Court
- 1947: Born to Kill
- 1948: Mystery in Mexico
- 1948: Blood on the Moon
- 1949: The Set-Up
- 1950: Two Flags West
- 1950: Three Secrets
- 1951: The House on Telegraph Hill
- 1951: The Day the Earth Stood Still
- 1952: The Captive City
- 1952: Something for the Birds
- 1953: Destination Gobi
- 1953: The Desert Rats
- 1953: So Big
- 1954: Executive Suite
- 1956: Helen of Troy
- 1956: Tribute to a Bad Man
- 1956: Somebody Up There Likes Me
- 1957: This Could Be the Night
- 1957: Until They Sail
- 1958: Run Silent, Run Deep
- 1958: I Want to Live!
- 1959: Odds Against Tomorrow
- 1961: West Side Story
- 1962: Two for the Seesaw
- 1963: The Haunting
- 1965: The Sound of Music
- 1966: The Sand Pebbles
- 1968: Star!
- 1971: The Andromeda Strain
- 1973: Two People
- 1975: The Hindenburg
- 1977: Audrey Rose
- 1979: Star Trek: The Motion Picture
- 1989: Rooftops